# Desmana marci
Desmana marci — вимерлий вид ссавців з роду хохуля родини кротових (Talpidae) з басейну Гранади, Південна Іспанія. Вид Desmana marci описаний із ділянок Calicasas-3 і 4A, характеризується, серед інших ознак, злегка моляризованим p4, величезним P2, сильно моляризованим P3 і P4 і дуже великим метаконулом у M3. Desmana marci демонструє типовий для Desmana i1, з емаллю, що тягнеться далі вниз, ніж ззаду, але I1, схожий на Archaeodesmana, з низькою коронкою та дволопатями. Desmana marci вважається найстарішим видом Desmana; його походження лежить у Archaeodesmana baetica, і його своєю чергою інтерпретують як предка Desmana verestchagini. Desmanini ідентифіковані в усіх найпізніших міоценових і найдавніших пліоценових місцях у басейні Гранади, що свідчить про існування постійних водойм. Навпаки, вони не зустрічаються в місцях такого ж віку в басейні Гуадікс, де були б більш посушливі умови.